# Račice
Račice (en alemán: Ratschitz) es un municipio del distrito de Litoměřice, en la región de Ústí nad Labem, en la República Checa. Su población era de 334 habitantes en 2016.
El municipio es conocido internacionalmente por su canal artificial, el más importante del país, que se utiliza para albergar competiciones de deportes náuticos. Ha acogido el Campeonato Mundial de Remo de 1993 y el Campeonato Europeo de Piragüismo en Aguas Tranquilas de 2006 y 2015.

## Geografía
El municipio de Račice está emplazado sobre la ribera izquierda de un meandro del río Elba. Se encuentra a 2 km del centro de Štětí, sobre la ribera derecha del Elba, a 8 km al nordeste de Roudnice nad Labem, a 18 km al sureste de Litoměřice, a 31 km al sureste de Ústí nad Labem y a 44 km al norte de Praga.
Račice linda con Brzánky y Hoštka al norte, Štětí al este, Bechlín al sur y Záluží al oeste.

## Historia
La primera mención de Račice se remonta a 1295, cuando fue cedido por Venceslao II de Bohemia al obispo de Praga, Tobias von Bechin.
En 1577, fue adquirido por Wilhelm von Rosenberg para, posteriormente, formar parte de las posesiones de la Casa de Lobkowicz.
Račice fue integrado administrativamente a la ciudad de Štětí en 1960, pero se separó de esta en 1989, recuperando así su estatus de municipio.